# THE IDOLM@STER MASTERPIECE
「THE IDOLM@STER MASTERPIECE」（アイドルマスター マスターピース）は、2005年9月28日から日本コロムビアよりリリースされているアーケードゲーム『THE IDOLM@STER』のサウンドトラックCDシリーズ。

## 概要
アーケード版収録の楽曲のゲームバージョンとロングバージョンが収録されている。
各CDの初回限定版にはゲーム中で使用できるリライタブルカードが付属。
『MASTER PIECE 01〜03』をアニメイトで購入した人の中から抽選で観客を招待し、2006年1月21日にミニライブが行われた。このライブには伊織役の釘宮理恵を除く8人が出演した。また『MASTERPIECE 05』では応募者全員サービスでMASTERPIECEシリーズ全巻収納BOXプレゼントが実施された。ジャケットイラストはキャラクターデザインを担当した窪岡俊之が担当。
劇場アニメ『THE IDOLM@STER MOVIE 輝きの向こう側へ!』の主題歌「M@STERPIECE」は本CDシリーズがタイトルの由来になっている。

## 01 魔法をかけて!
2005年9月28日発売。元々通常版も含めた初回出荷数が少なすぎたため、発売日に多くのレコード店で完売になり入手が困難な事態が起きた。
ジャケットイラストの制服は後に『SP』のDLC衣装として配信された。
収録曲
1. 魔法をかけて!（M@STER VERSION）
歌：天海春香（中村繪里子）・萩原雪歩（落合祐里香）・秋月律子（若林直美）
作詞・作曲・編曲：NAMCO（神前暁）
神前は当初、ブリグリのような曲にしたかったが、石原の希望で「ふたりのもじぴったん」のような曲に変わった[2]。
2. THE IDOLM@STER（HYR VERSION）
歌：天海春香（中村繪里子）・萩原雪歩（落合祐里香）・秋月律子（若林直美）
作詞：中村恵、作曲・編曲：NAMCO（佐々木宏人）
アーケードの曲が出揃った後に当時プロデューサーだった小山に言われて製作された曲で、あまり主題歌らしくない曲[3]。
3. 太陽のジェラシー
歌：天海春香（中村繪里子）
作詞：森由里子、作曲・編曲：NAMCO（椎名豪）
演奏家にとって難しい曲を作ろうとして生まれた地獄の曲[3]。
4. First Stage
歌：萩原雪歩（落合祐里香）
作詞：中村恵、作曲・編曲：NAMCO（佐々木宏人）
大人しいけれど、ノリのよい曲。テクノやクラブ寄りの曲[3]。
5. 魔法をかけて!
歌：秋月律子（若林直美）
作詞・作曲・編曲：NAMCO（神前暁）
6. 魔法をかけて!（M@STER VERSION） オリジナル・カラオケ
作詞・作曲・編曲：NAMCO（神前暁）
7. THE IDOLM@STER（HYM VERSION） オリジナル・カラオケ
作詞：中村恵、作曲・編曲：NAMCO（佐々木宏人）
8. ボーナス・トラック トーク魔法をかけて! 〜春香・雪歩・律子〜

## 02 9:02pm
2005年11月2日発売。
収録曲
1. 9:02pm（M@STER VERSION）
歌：三浦あずさ（たかはし智秋）・如月千早（今井麻美）・菊地真（平田宏美）
作詞：yura、作曲・編曲：NAMCO（Jesahm）
yuraがアイマス関連曲の中で初めて作詞をした曲。曲名の「9:02」はOLが仕事から帰り、自宅で一人落ち着く時間であり、「pm」は夜という意味とパーソナル・メッセージの頭文字ともなっている。また、ショパンの夜想曲第2番変ホ長調作品9-2が映画『愛情物語』に使用されており、この曲にも「愛情物語」という意味を持たせたかったと語っている[4]。
2. THE IDOLM@STER（ACM VERSION）
歌：三浦あずさ（たかはし智秋）・如月千早（今井麻美）・菊地真（平田宏美）
作詞：中村恵、作曲・編曲：NAMCO（佐々木宏人）
3. 9:02pm
歌：三浦あずさ（たかはし智秋）
作詞：yura、作曲・編曲：NAMCO（Jesahm）
4. 蒼い鳥
歌：如月千早（今井麻美）
作詞：森由里子、作曲・編曲：NAMCO（椎名豪）
5. エージェント夜を往く
歌：菊地真（平田宏美）
作詞・作曲・編曲：NAMCO（LindaAI-CUE）
6. 9:02pm（M@STER VERSION） オリジナル・カラオケ
作詞：yura、作曲・編曲：NAMCO（Jesahm）
7. THE IDOLM@STER（ACM VERSION） オリジナル・カラオケ
作詞：中村恵、作曲・編曲：NAMCO（佐々木宏人）
8. ボーナス・トラック トーク9:02pm 〜あずさ・千早・真〜

## 03 ポジティブ!
2005年11月30日発売。
収録曲
1. ポジティブ!（M@STER VERSION）
歌：水瀬伊織（釘宮理恵）・高槻やよい（仁後真耶子）・双海亜美 / 真美（下田麻美）
作詞：NAMCO（mft）、作曲・編曲：NAMCO（中川浩二）
2. THE IDOLM@STER（IYAM VERSION）
歌：水瀬伊織（釘宮理恵）・高槻やよい（仁後真耶子）・双海亜美 / 真美（下田麻美）
作詞：中村恵、作曲・編曲：NAMCO（佐々木宏人）
3. Here we go!!
歌：水瀬伊織（釘宮理恵）
作詞：yura、作曲・編曲：NAMCO（Jesahm）
最初は「Love???」というタイトルだったが没になった[3]。
4. おはよう!! 朝ご飯
歌：高槻やよい（仁後真耶子）
作詞：中村恵、作曲・編曲：NAMCO（佐々木宏人）
5. ポジティブ!
歌：双海亜美 / 真美（下田麻美）
作詞：NAMCO（mft）、作曲・編曲：NAMCO（中川浩二）
6. ポジティブ!（M@STER VERSION） オリジナル・カラオケ
作詞：NAMCO（mft）、作曲・編曲：NAMCO（中川浩二）
7. THE IDOLM@STER（IYAM VERSION） オリジナル・カラオケ
作詞：中村恵、作曲・編曲：NAMCO（佐々木宏人）
8. ボーナス・トラック トークポジティブ! 〜伊織・やよい・亜美／真美〜

## 04
2006年3月22日発売。
収録曲
1. 太陽のジェラシー（M@STER VERSION）
歌：天海春香（中村繪里子）・水瀬伊織（釘宮理恵）・如月千早（今井麻美）
作詞：森由里子、作曲・編曲：NAMCO（椎名豪）
2. エージェント夜を往く（M@STER VERSION）
歌：菊地真（平田宏美）・秋月律子（若林直美）・双海亜美 / 真美（下田麻美）
作詞・作曲・編曲：NAMCO（LindaAI-CUE）
3. おはよう!! 朝ご飯（M@STER VERSION）
歌：高槻やよい（仁後真耶子）・三浦あずさ（たかはし智秋）・萩原雪歩（落合祐里香）
作詞：中村恵、作曲・編曲：NAMCO（佐々木宏人）
4. 太陽のジェラシー（M@STER VERSION） オリジナル・カラオケ
作詞：森由里子、作曲・編曲：NAMCO（椎名豪）
5. エージェント夜を往く（M@STER VERSION） オリジナル・カラオケ
作詞・作曲・編曲：NAMCO（LindaAI-CUE）
6. おはよう!! 朝ご飯（M@STER VERSION） オリジナル・カラオケ
作詞：中村恵、作曲・編曲：NAMCO（佐々木宏人）
7. THE IDOLM@STER
歌：天海春香（中村繪里子）・如月千早（今井麻美）・萩原雪歩（落合祐里香）・高槻やよい（仁後真耶子）・秋月律子（若林直美）・三浦あずさ（たかはし智秋）・水瀬伊織（釘宮理恵）・菊地真（平田宏美）・双海亜美 / 真美（下田麻美）
作詞：中村恵、作曲・編曲：NAMCO（佐々木宏人）
8. 太陽のジェラシー
歌：秋月律子（若林直美）・双海亜美 / 亜美（下田麻美）
9. 蒼い鳥
歌：菊地真（平田宏美）・水瀬伊織（釘宮理恵）・三浦あずさ（たかはし智秋）
10. First Stage
歌：如月千早（今井麻美）・萩原雪歩（落合祐里香）・秋月律子（若林直美）
11. おはよう!! 朝ご飯
歌：水瀬伊織（釘宮理恵）・天海春香（中村繪里子）・如月千早（今井麻美）
12. 魔法をかけて!
歌：水瀬伊織（釘宮理恵）・双海亜美 / 真美（下田麻美）
13. 9:02pm
歌：秋月律子（若林直美）・三浦あずさ（たかはし智秋）・萩原雪歩（落合祐里香）
14. Here we go!!
歌：天海春香（中村繪里子）・高槻やよい（仁後真耶子）
15. エージェント夜を往く
歌：双海亜美 / 真美（下田麻美）・天海春香（中村繪里子）・高槻やよい（仁後真耶子）
16. ポジティブ!
歌：三浦あずさ（たかはし智秋）・菊地真（平田宏美）
17. ボーナストラック・トーク

## 05
2006年5月31日発売。
収録曲
1. 蒼い鳥（M@STER VERSION）
歌：如月千早（今井麻美）・三浦あずさ（たかはし智秋）・秋月律子（若林直美）
作詞：森由里子、作曲：NAMCO（椎名豪）、編曲：塩入俊哉
2. First Stage（M@STER VERSION）
歌：萩原雪歩（落合祐里香）・菊地真（平田宏美）・双海亜美 / 真美（下田麻美）
作詞：中村恵、作曲・編曲：NAMCO（佐々木宏人）
3. Here we go!!（M@STER VERSION）
歌：水瀬伊織（釘宮理恵）・天海春香（中村繪里子）・高槻やよい（仁後真耶子）
作詞：yura、作曲・編曲：NAMCO（Jesahm）
4. 蒼い鳥（M@STER VERSION） オリジナル・カラオケ
作詞：森由里子、作曲：NAMCO（椎名豪）、編曲：塩入俊哉
5. First Stage（M@STER VERSION） オリジナル・カラオケ
作詞：中村恵、作曲・編曲：NAMCO（佐々木宏人）
6. Here we go!!（M@STER VERSION） オリジナル・カラオケ
作詞：yura、作曲・編曲：NAMCO（Jesahm）
7. THE IDOLM@STER BGM「debut」 MAIN BGM～MORNING～THINKING～APPEAL
8. THE IDOLM@STER BGM「memories」 ENERGY～BRIGHT～TOWN～TENDER～PAINFUL
9. THE IDOLM@STER BGM「glory」 SENTAKU2～MATCHING～TV～.MORNING0～NIGHT
10. THE IDOLM@STER BGM「encore」 ED_MORNING～DARK～SPEED～ED_SIPPAI～ED_SEIKOU～ED_DAISEIKO
11. THE IDOLM@STER（M@STER VERSION -REMIX-）
歌：天海春香（中村繪里子）・如月千早（今井麻美）・萩原雪歩（落合祐里香）・高槻やよい（仁後真耶子）・秋月律子（若林直美）・三浦あずさ（たかはし智秋）・水瀬伊織（釘宮理恵）・菊地真（平田宏美）・双海亜美 / 真美（下田麻美）
作詞：中村恵、作曲・編曲：NAMCO（佐々木宏人）
12. ボーナス・トラック・トーク